# Розаліївська волость
Розаліївська волость — історична адміністративно-територіальна одиниця Тираспольського повіту Херсонської губернії. Волость 1 стан.
Станом на 1886 рік — складалася з 11 поселень, 11 сільських громад. Населення — 648 осіб (346 осіб чоловічої статі та 302 — жіночої), 129 дворових господарств. Площа — 272,29 км2.
На сьогодні це території Роздільнянської міської та Степанівської сільської територіальних громад.
|                     | Площа, десятин | У тому числі орної, дес. |
| ------------------- | -------------- | ------------------------ |
| Сільських громад    | 873            | 570                      |
| Приватної власності | 23875          | 11467                    |
| Казенної власності  | —              | —                        |
| Іншої власності     | 175            | 33                       |
| Загалом             | 24923          | 12070                    |

Поселення волості:
- Розалівка (Орлаєва) — містечко за 30 верст від повітового міста, 106 осіб, 17 дворів, православна церква, земська станція, базари через 2 тижня. За 7 верст — 2 лавки, чайний заклад. За 8 верст — єврейський молитовний будинок, базари через 2 тижня, залізнична станція. За 10 верст — залізнична станція, буфет.
- Нікольське (Дєвка) — присілок, 33 особи, 8 дворів, римо-католицький молитовний будинок.

У 1887 році всього у волості було 38 населених пунктів.У 1906 році територія волості входила до складу Понятівської волості. 
У 1920 році Розаліївська волость налічувала 43 населених пункта, площа — 184,23 версти2  (19160десятин), щільність населення — 29,95 осіб/версту2, населення — 5511 осіб. Адміністративний центр — присілок Олено-Костянтинівка.